# Chthonius halberti
Chthonius halberti är en spindeldjursart som beskrevs av Kew 1916. Chthonius halberti ingår i släktet Chthonius och familjen käkklokrypare. Inga underarter finns listade i Catalogue of Life.